# Station Lyon-Est
Station Lyon - Est is een voormalig spoorwegstation in de Franse gemeente Lyon. In 1950 werd het station gesloten.  